# Botanischer Garten Schloss Bieberstein

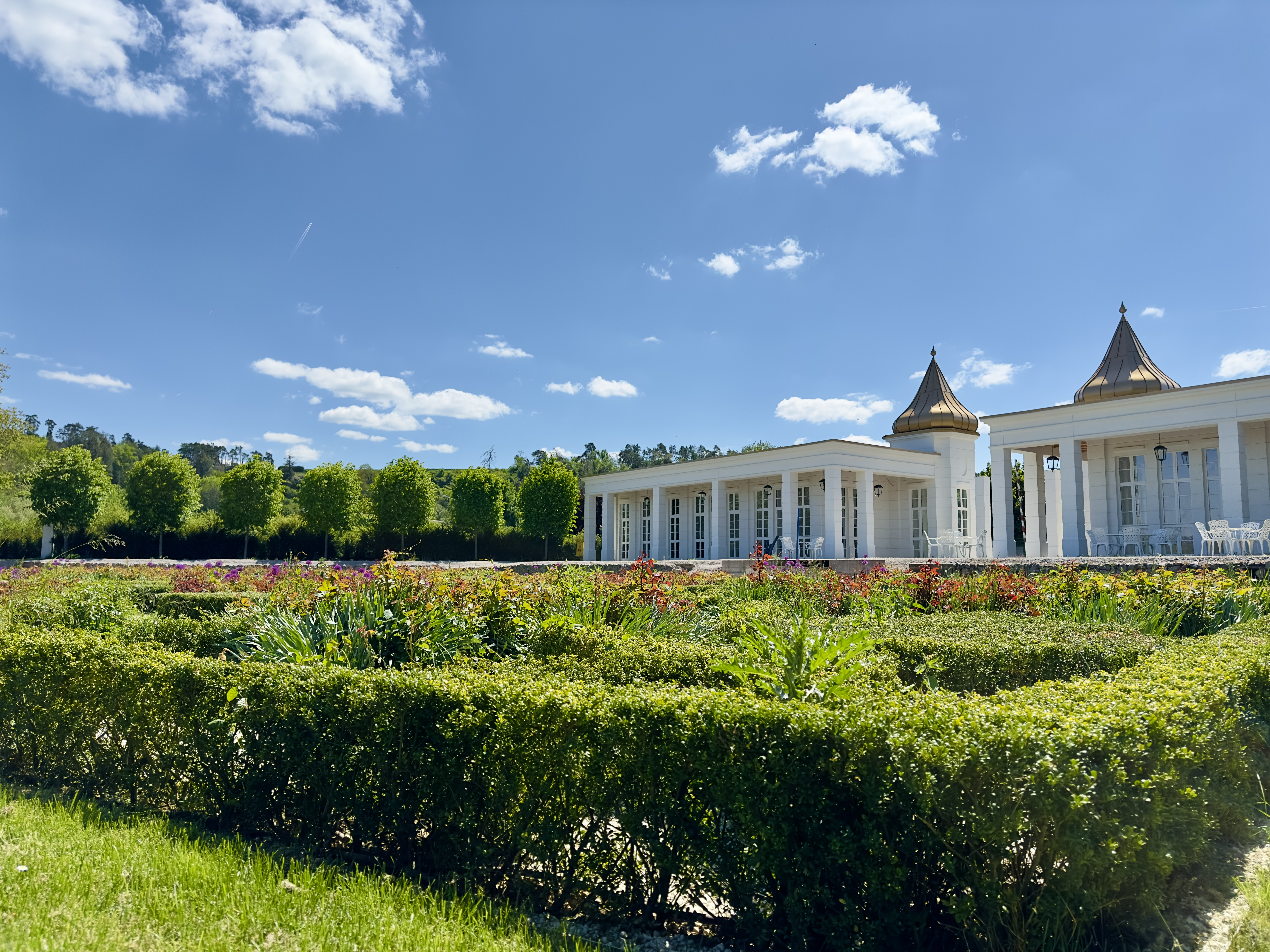
Eingangsgebäude des Rosenparterre

Der Botanische Garten Schloss Bieberstein in Hahnstätten, einer Ortsgemeinde im Rhein-Lahn-Kreis in Rheinland-Pfalz, ist ein botanischer Schaugarten mit barocker Prägung auf rund 4,5 Hektar. Er wurde 2020 eröffnet und dient der Erholung, Bildung sowie als Veranstaltungsort.

## Entstehung und Trägerschaft
Die Gartenanlage wurde unter Leitung von Geschäftsführer Christian Droop ins Leben gerufen. Die Umsetzung erfolgte in Kooperation mit der Ortsgemeinde Hahnstätten, Bürgermeister Joachim Egert, dem Gemeinderat sowie der Verbandsgemeinde Aar-Einrich.
Ziel des Projekts war es, die zwischen der Bundesstraße 54 und der Trasse der Aartalbahn gelegenen Wiesenflächen ökologisch nachhaltig zu gestalten und gleichzeitig touristisch zu erschließen. Die Finanzierung erfolgte privat, die Planung wurde öffentlich begleitet.

## Gartenarchitektur und Gestaltung
Die landschaftsarchitektonische Planung stammt von den Architekten Stella Juncker-Mielke und Markus Thelen. Der Garten gliedert sich in mehrere Bereiche:
- Rosenparterre (barockes Entrée): Der Eingangsbereich ist in barocker Achsenstruktur angelegt. Symmetrisch bepflanzte Beete mit historischen Rosensorten, saisonaler Bepflanzung und Wegen.
- Englischer Landschaftsgarten: Bereich mit Wiesenflächen, geschwungenen Wegen und landschaftlicher Offenheit.
- Japanischer Felsengarten: kontemplativ gestalteter Bereich mit Felsformationen, Bambus, Ahornbäumen und Kiesflächen, von fernöstlicher Gartenkunst inspiriert.
- Teichanlage mit Seebühne: Ein künstlich angelegter See mit rund 4000 m² Fläche bildet das zentrale Wasserelement. Eine fest installierte Seebühne mit ca. 200 m² dient als Veranstaltungsfläche.
- Eingangsgebäude: Das Empfangs- und Veranstaltungsgebäude am Haupteingang bildet die infrastrukturelle Basis des Gartens.
- Abenteuerspielplatz: Spielplatz mit Spielgeräten, Holzstrukturen und Sitzbereichen.
- Italienischer Bogengang: Der Bogengang bildet eine Verbindung zwischen Rosenparterre und Veranstaltungsfläche.

## Nutzung als Veranstaltungsort
Der Botanische Garten wird überregional als kulturelle Bühne und Veranstaltungsort genutzt. Regelmäßig finden Konzerte, Theateraufführungen, Vereinsfeste und Märkte statt. Kooperationen mit Schulen, Kitas und Vereinen ermöglichen Umweltbildung und regionale Einbindung.